# Список самых высоких зданий Лос-Анджелеса

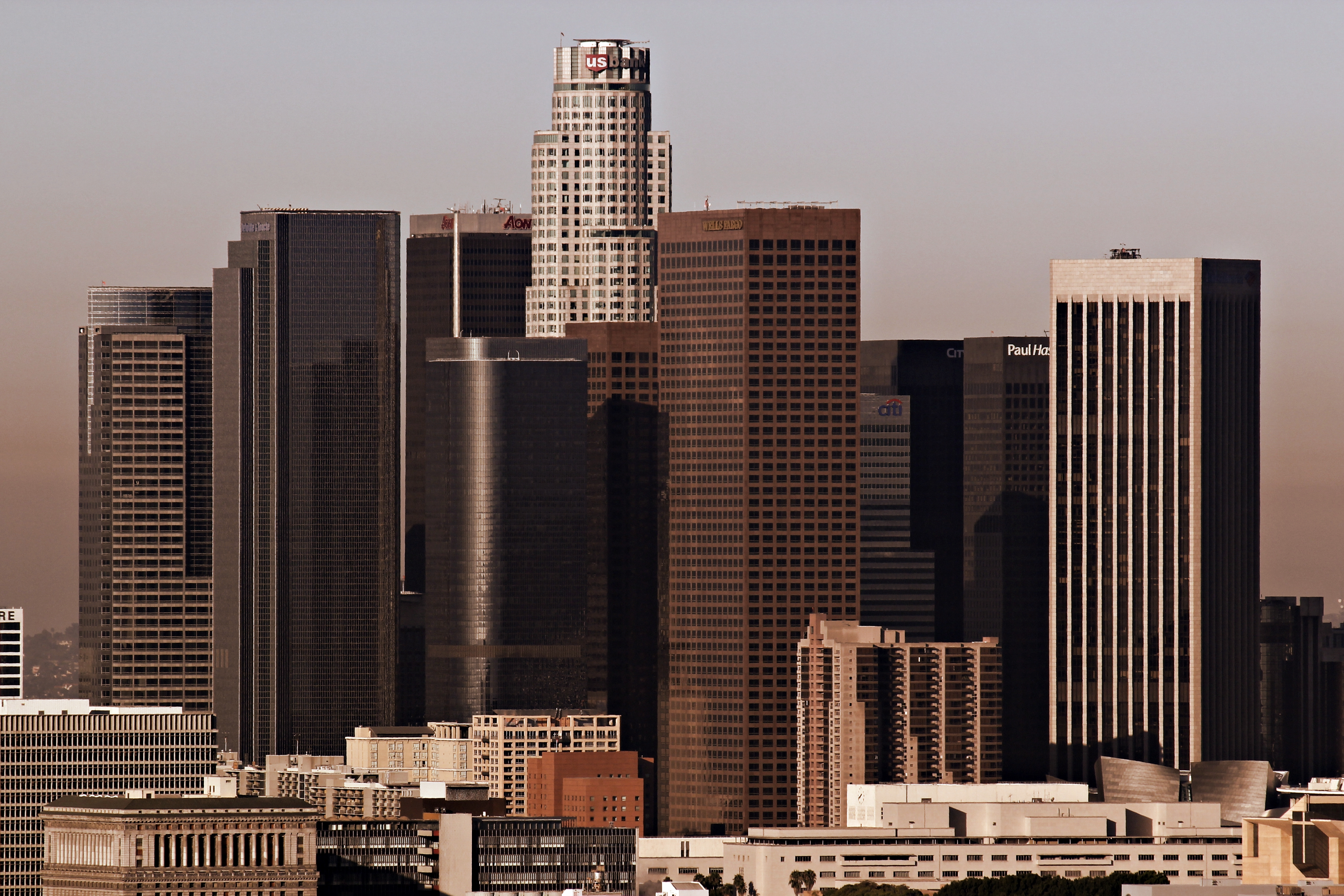
Даунтаун Лос-Анджелеса

История небоскрёбов Лос-Анджелеса начинается в 1903 году с момента завершения строительства здания Континентал-билдинг, которое считается первым высотным зданием в городе. Континентал-билдинг имеет 13 этажей и высоту 46 метров. Здание, первоначально построенное для коммерции, впоследствии было переоборудовано в жилую башню и теперь называется «Континентальным зданием». Лос-Анджелес прошёл через большой строительный бум с начала 1960-х до начала 1990-х, во время которого было завершено строительство 33 из 38 наиболее высоких зданий города, включая «Башня банка США», «Аон-тауэр», и Калифорния-плаза 2. В городе 40 построенных зданий имеют высоту не менее 150 метров (то есть являются небоскрёбами), ещё около четыре десятка высотных зданий выше 120 м утверждены к строительству или предложены. В целом, видимый горизонт Лос-Анджелеса занимает (на основе списка существующих и строящихся зданий высотой выше 150 метров) первое место на западном побережье США и пятое в США, после Нью-Йорка, Чикаго, Майами и Хьюстона[A]. В мае 2011 года в городе было завершено строительство 509-го по счёту высотного здания.
Последний из законченных небоскрёбов Лос-Анджелеса — Л.А. Лайф, имеющий 54 этажа и поднимающийся на высоту в 199 метров. По состоянию на май 2011 года, в городе осталось 12 небоскрёбов утверждённых или предлагаемых для строительства. Самым крупным строящимся зданием в 2010х являлся Уилшир-гранд-тауэр I, офисное здание высотой 335 метров, и имеющее 73 этажа. После завершения строительства в 2017 году этот небоскрёб стал самым высоким в Лос-Анджелесе и Калифорнии.
Список включает в себя высотные здания от 120 м и выше, находящиеся в Лос-Анджелесе (Калифорния, США).

## Самые высокие здания
В этом списке перечислены высотные здания Лос-Анджелеса высотой не менее 120 метров (высота измеряется по высоте верхнего архитектурного элемента, то есть до верхушки шпиля). Элементы, не являющиеся архитектурным продолжением здания, например, антенны, не учитываются. Знак равенства (=) в столбце «место» означает одинаковую высоту двух зданий. В столбце «год» указан год окончания строительства.
| №   | Название строения       | Изображение | Высота, м | Этажность | Год постройки | Примечания |
| --- | ----------------------- | ----------- | --------- | --------- | ------------- | --- |
| 1   | Wilshire Grand Center   |             | 335       | 73        | 2017          | Здание было сдано в эксплуатацию в конце апреля/начале мая 2017 года. |
| 2   | Башня Банка США         |             | 310       | 73        | 1989          | 161-е по высоте в мире, 25-е по высоте в США, третье по высоте здание в Калифорнии. Самое высокое здание с вертолётной площадкой в мире и самое высокое здание 1980-х годов в Лос-Анджелесе. |
| 3   | Аон-центр               |             | 262       | 62        | 1972          | Самое высокое здание, построенное в Лос-Анджелесе в 1970-х. |
| 4   | Калифорния-плаза 2      |             | 229       | 54        | 1992          | Самое высокое здание, построенное в Лос-Анджелесе в 1990-х. |
| 5   | Gas Company Tower       |             | 228       | 52        | 1991          | 127-е по высоте здание в США. |
| 6   | Bank of America Plaza   |             | 224       | 55        | 1974          | Первоначально здание именовалось как Сэкьюрити-Пасифик-Банк. |
| 7   | 777 Тауэр               |             | 221       | 52        | 1991          | . |
| 8   | Уэллс-Фарго-центр       |             | 220       | 54        | 1983          | . |
| 9   | Фигероа-ат-Уилшир       |             | 219       | 53        | 1990          | Ранее известен как Сенва-банк-билдинг. |
| 10= | Сити-нэшнл-плаза        |             | 213       | 52        | 1972          | Это здание и Башня Пола Гастингса самые высокие башни-близнецы в Лос-Анджелесе. Ранее известен как Bank of America Tower.                                                                    |
| 10  | Башня Пола Гастингса    |             | 213       | 52        | 1972          | Это здание и Сити-нэшнл-плаза самые высокие башни-близнецы в Лос-Анджелесе. |
| 12  | Л.А. Лайф               |             | 199       | 54        | 2010          | [ 24 ] [ 25 ] |
| 13  | Ситигруп-центр          |             | 191       | 48        | 1979          | Ранее известен как 444 Фловер-билдинг. |
| 14  | 611 Плэйс               |             | 189       | 42        | 1967          | Самое высокое здание в Лос-Анджелесе, построенное в 1960-х. |
| 15  | One California Plaza    |             | 176       | 42        | 1985          | [ 30 ] [ 31 ] |
| 15= | Центури-плаза-тауэрс II |             | 174       | 44        | 1975          | Эта башня и Центури-плаза-тауэрс I — башни-близнецы. |
| 15= | Центури-плаза-тауэрс I  |             | 174       | 44        | 1975          | Эта башня и Центури-плаза-тауэрс II — башни-близнецы. |
| 18  | Уэллс-Фарго-центр       |             | 171       | 45        | 1983          | [ 36 ] [ 37 ] |
| 19  | Эрнст-энд-Юнг-плаза     |             | 163       | 41        | 1985          | [ 38 ] [ 39 ] |
| 20  | СанАмерика-центр        |             | 162       | 39        | 1990          | [ 40 ] [ 41 ] |
| 21  | ТЦВ-тауэр               |             | 158       | 39        | 1990          | [ 42 ] [ 43 ] |
| 22  | Юнион-Банк-плаза        |             | 157       | 40        | 1968          | [ 44 ] [ 45 ] |
| 23  | 10 Юнивёрсал-сити-плаза |             | 154       | 36        | 1984          | Самое высокое в долине Сан-Фернандо. |
| 24  | 1100 Уилшир             |             | 151       | 35        | 1987          | Самое высокое жилое здание в городе. |
| 25  | Fox Plaza               |             | 150       | 34        | 1987          | [ 50 ] [ 51 ] |
| 26  | Констеллейшн-плэйс      |             | 150       | 35        | 2003          | Первое высотное здание построенное в Лос-Анджелесе в XXI веке. |
| 27  | Центури-сити            |             | 146       | 42        | 2009          | [ 53 ] |
| 28  | 1055 Уэст-Сэвент        |             | 141       | 33        | 1989          | [ 54 ] [ 55 ] |
| 29= | Ратуша Лос-Анджелеса    |             | 138       | 32        | 1928          | Самое высокое здание, построенное в Лос-Анджелесе в 1920-х. |
| 29= | Эквитабл-Лайф-билдинг   |             | 138       | 34        | 1969          | [ 59 ] [ 60 ] |
| 31  | Эт-энд-Ти-центр         |             | 138       | 32        | 1965          | [ 61 ] [ 62 ] |
| 32  | Эт-энд-Ти-Свичейн-центр |             | 137       | 17        | 1961          | [ 63 ] [ 64 ] |
| 33  | 5900 Уилшир             |             | 135       | 32        | 1971          | [ 65 ] [ 66 ] |
| 34  | Уорнер-центр-плаза II   |             | 126       | 25        | 1991          | [ 67 ] [ 68 ] |
| 35  | Эм-Си-Ай-центр          |             | 126       | 33        | 1973          | [ 69 ] [ 70 ] |
| 36  | 1900 Авеню-старс        |             | 121       | 27        | 1969          | [ 71 ] |
| 37  | Эм-Ти-Эй-билдинг        |             | 121       | 26        | 1995          | [ 71 ] |
| 38  | Уотермерк-тауэр         |             | 120       | 35        | 2009          | [ 71 ] |
| 39  | Уан Уилшир              |             | 120       | 28        | 1968          | [ 71 ] |

## Высотные здания в стадии строительства, утверждённые и предложенные
В списке указаны здания высотой не менее 120 метров.

### Строящиеся
| Название                    | Высота, м | Этажность | Год постройки | Примечания                                                             |
| --------------------------- | --------- | --------- | ------------- | ---------------------------------------------------------------------- |
| Wilshire Grand Tower        | 335       | 77        | 2017          | После завершения строительства стал самым высоким сооружением в городе |
| Fig Central tower I         | 170       | 51        | 2018          | [ 73 ]                                                                 |
| Fig Central tower II        | 162       | 37        | 2018          | [ 73 ]                                                                 |
| Fig Central tower III       | 162       | 37        | 2018          | [ 73 ]                                                                 |
| Metropolis tower I          | 197       | 58        | 2017          | [ 74 ] [ 75 ]                                                          |
| Metropolis tower II         | 137       | 40        | 2017          | [ 74 ] [ 75 ]                                                          |
| Metropolis tower III        | 135       | 38        | 2017          | [ 74 ] [ 75 ]                                                          |
| The Project at Pico tower I | 148       | 37        | 2018          | [ 76 ]                                                                 |

### Утверждённые к строительству
| Название               | Высота, м | Этажность | Год постройки | Примечания    |
| ---------------------- | --------- | --------- | ------------- | ------------- |
| 888 S Hope tower       | —         | 33        | —             | [ 77 ] [ 78 ] |
| 820 Olive Street tower | 194       | 50        | —             | [ 79 ]        |

*Знак «—» означает, что информация о высоте здания или дате завершения строительства ещё не известна.

### Предложенные
| Название                  | Высота, м | Этажность | Год постройки | Примечания    |
| ------------------------- | --------- | --------- | ------------- | ------------- |
| Luxe City Center tower I  | 171       | 42        | —             | [ 80 ] [ 81 ] |
| Luxe City Center tower II | 136       | 32        | —             | [ 80 ] [ 81 ] |
| Twelfth & Flower tower I  | 161       | 40        | —             | [ 82 ] [ 83 ] |
| Twelfth & Flower tower II | 128       | 31        | —             | [ 82 ] [ 83 ] |

*Знак «—» означает, что информация о высоте здания или дате завершения строительства ещё не известна.

## Хронология самых высоких зданий
Это список зданий, которые когда-либо носили звание самого высокого здания в Лос-Анджелесе.
| Название                | Изображение | Адрес                     | Период             | Высота, м | Этажность | Ссылка |
| ----------------------- | ----------- | ------------------------- | ------------------ | --------- | --------- | ------ |
| Континентал-билдинг[B]  |             | 408 South Spring Street   | 1903—1907          | 46        | 13        | [ 2 ]  |
| Секьюрити-билдинг       |             | 510 South Spring Street   | 1907—1911          | 50        | 11        | [ 84 ] |
| Эй-Джи Бартлетт-билдинг |             | 651 South Spring Street   | 1911—1916          | 58        | 14        | [ 85 ] |
| Парк-централ-билдинг    |             | 412 West 6th Street       | 1916—1927          | N/A[C]    | 14        | [ 86 ] |
| Тексако-билдинг         |             | 929 South Broadway        | 1927—1928          | 74        | 13        | [ 87 ] |
| Ратуша Лос-Анджелеса    |             | 200 North Spring Street   | 1928—1968          | 138       | 32        | [ 57 ] |
| Юнион-Банк-плаза        |             | 445 South Figueroa Street | 1968—1969          | 157       | 40        | [ 45 ] |
| 611 Плэйс               |             | 611 West 6th Street       | 1969—1972          | 189       | 42        | [ 29 ] |
| Сити-нэшнл-плаза[D]     |             | 555 South Flower Street   | 1972—1974          | 213       | 52        | [ 21 ] |
| Башня Пола Гастингса[D] |             | 515 South Flower Street   | 1972—1974          | 213       | 52        | [ 23 ] |
| Аон-центр               |             | 707 Wilshire Boulevard    | 1974—1989          | 262       | 62        | [ 8 ]  |
| Башня Банка США         |             | 633 West 5th Street       | 1989 — наст. время | 310       | 73        | [ 6 ]  |

## Комментарии
A. ^ В Нью-Йорке 216 построенных и строящихся зданий высотой более 152 метров, в Чикаго 107, в Майами 37, в Хьюстоне 31 и Лос-Анджелесе 22. Дополнительно можно узнать в источнике: SkyscraperPage.com: Нью-Йорк, Чикаго, Майами, Хьюстон, Лос-Анджелес.
B. ^ Это здание первоначально называлось Брейли-билдинг, но потом было переименовано в Континентал-билдинг.
C. ^ Высота здания не была опубликована застройщиком.
D. ^ a b Сити-нэшнл-тауэр и Башня Пола Гастингса являются башнями-близнецами высотой 213 метров. На момент строительства в 1972 году были самыми высокими зданиями Лос-Анджелеса, до завершения строительства в 1974 году здания Аон-центр.